# Luigi Zoja
Luigi Zoja (Varese, 19 de agosto de 1943) es un analista junguiano y escritor italiano.

## Biografía
Se licenció en economía y realizó investigación en sociología durante la década de 1960. Poco después, estudió en el C.G. Jung-Institut Zürich. Tras diplomarse, Zoja regresó a Zúrich para trabajar en una clínica durante varios años. Mantiene una práctica privada en Milán. También practicó durante dos años en Nueva York, durante un periodo asociado a los ataques terroristas contra Nueva York y Washington D. C.
Ha sido profesor regular en el Instituto Jung de Zúrich, y también en ocasiones en las universidades de Palermo e Insubria. De 1984 a 1993, Zoja fue presidente de la CIPA (Centro Italiano di Psicologia Analitica), y de 1998 a 2001 fue presidente de la IAAP (Asociación Internacional de Psicología Analítica). Más tarde presidió el comité internacional de ética de la IAAP. Sus ensayos y libros han aparecido en 14 idiomas.
La mayor parte de sus ensayos interpretan las preocupaciones de hoy en día (adicción, consumo ilimitado, la ausencia del padre, las proyecciones de odio y paranoia en la política, etc.) colocándolos a la luz de la persistencia de patrones antiguos, tal como se expresa en el mito y la literatura clásica. El psicólogo arquetipal James Hillman ha denominado a Zoja como "psicólogo antropológico" indicando el alcance y la profundidad de su pensamiento.

## Obra
- Problemi di psicologia analitica: una antologia post-junghiana. Napoli: Liguori, 1983. ISBN 88-207-1168-0.
- Nascere non basta: iniziazione e tossicodipendenza. 1.ª ed. Milano: Raffaello Cortina Editore, 1985. ISBN 88-7078-046-5. 2.ª ed. Milano: Raffaello Cortina editore, 2003. ISBN 88-707-8840-7.
- Crescita e colpa: psicologia e limiti dello sviluppo. Milano: Anabasi, 1993. ISBN 88-417-5004-9.
- Coltivare l'anima. Bergamo: Moretti & Vitali, 1999. ISBN 88-7186-135-3.
- Il gesto di Ettore: preistoria, storia, attualità e scomparsa del padre. Torino: Bollati Boringhieri, 2000. ISBN 88-339-1292-2. La obra ganó el premio Palmi en 2001.
- L'incubo globale: prospettive junghiane a proposito dell'11 settembre. James Hillman et al., ed. por Luigi Zoja. Torino: Bollati Boringhieri, 2000. ISBN 88-339-1292-2.
- Storia dell'arroganza: psicologia e limiti dello sviluppo. Bergamo: Moretti & Vitali, 2003. ISBN 88-7186-232-5.
- Giustizia e bellezza. Torino: Bollati Boringhieri, 2007. ISBN 9788833917603.
- La morte del prossimo. Torino: Giulio Einaudi editore, 2009. ISBN 9788806177812.
- Contro Ismene: considerazioni sulla violenza. Torino: Bollati Boringhieri, 2009. ISBN 9788833919881.
- Centauri: mito e violenza maschile. Roma-Bari: Casa editrice Giuseppe Laterza & figli, 2010. ISBN 9788842093916.
- Al di là delle intenzioni. Etica e analisi. Torino: Bollati Boringhieri, 2011. ISBN 88-339-2145-X.
- Paranoia, La follia che fa la storia.[1] Torino, Bollati Boringhieri, 2011. ISBN 978-88-339-2244-7.
- Utopie minimaliste. Milano, Chiarelettere, 2013. ISBN 978-88-6190-355-5.
- Psiche, Torino, Bollati Boringhieri, 2015. ISBN 978-88-339-2640-7.
- Il gesto di Ettore. Preistoria, storia, attualità e scomparsa del padre, Nuova edizione rivista, aggiornata e ampliata, Torino, Bollati Boringhieri, 2016. ISBN 978-88-339-2717-6.[2]
- Centauri. Alle radici della violenza maschile, Nuova edizione rivista, aggiornata e ampliata, Torino, Bollati Boringhieri, 2016. ISBN 9788833928081.
- Nella mente di un terrorista. Conversazione con Omar Bellicini, Torino, Einaudi, 2017. ISBN 9788806235765.

En inglés
- Drugs, Addiction, and Initiation: The Modern Search for Ritual. 1.ª ed. Boston: Sigo, 1989; 2.ª ed. Einsiedeln, CH: Daimon, 2000. ISBN 3-85630-595-5.
- Growth and Guilt: Psychology and the Limits of Development. London & New York: Routledge, 1995. ISBN 0-415-11661-9.
- The Father: Historical, Psychological, and Cultural Perspectives. London & New York: Brunner-Routledge, 2001. ISBN 1-58391-107-3. [Premio Gradiva, 2002]
- Jungian Reflections on September 11: A Global Nightmare. Eds. Luigi Zoja y Donald Williams. Einsiedeln, CH: Daimon, 2002. ISBN 3-85630-619-6.
- Cultivating the Soul. London: Free Association, 2005. ISBN 185-343-758-1.
- Ethics and Analysis. College Station: Texas A & M University Press, 2007. ISBN 978-1-58544-578-3. [Premio Gradiva, 2009]
- Violence in History, Culture, and the Psyche: Essays. New Orleans: Spring Journal Books, 2009. ISBN 978-1-882670-50-5.
- Paranoia: The Madness that Makes History. London & New York: Routledge, 2017. ISBN 978-1138673540.